# Нарта
Нарта (на албански: Laguna e Nartës) е лагуна в западна Албания, втората по големина в страната след Караваща. Намира се на няколко километра северно от град Вльора и е свързана към Адриатическо море чрез дълъг канал. Нарта е наименувана след селото Нарта, което е разположено на южния бряг на лагуната.
В лагуната има два острова. По-големия от двата острова се нарича Звернец.